# Cranky Kong
Cranky Kong is een personage uit de videospelreeks rond Donkey Kong. Hij kwam voor het eerst voor in Donkey Kong Country, uit de 1994. Waarschijnlijk is Cranky de aap uit de oorspronkelijke Donkey Kong-spellen, die zijn eigenlijke naam heeft doorgegeven aan zijn (klein)zoon. 
Hij is de knorrige vader (soms grootvader) van de moderne Donkey Kong. Intussen is Cranky Kong oud en kijkt met veel weemoed terug op de tijden dat hijzelf de titelrol in de oude spellen speelde. Cranky kan dan ook lange verhalen vertellen over hoe videogames vroeger beter waren en heeft vaak veel te mopperen op de moderne spellen van tegenwoordige tijd. Tussen al Cranky's geklaag kunnen echter ook nuttige tips over het spel zitten.
Vanwege zijn leeftijd heeft Cranky een lange witte baard, bril en een rimpelig gelaat. Hij draagt een grijs vest en loopt met een wandelstok. Hij is vaak te vinden in zijn hut, waar hij in zijn schommelstoel oude verhalen van vroeger oprakelt tegen bezoekers.
In Donkey Kong Country: Tropical Freeze gaat Cranky Kong op hoge leeftijd weer op avontuur, samen met  Donkey Kong en de andere Kongs, om mee hun eiland te heroveren.
Voor de film The Super Mario Bros. Movie uit 2023, werd Cranky's stem ingesproken door Fred Armisen. De Nederlandse stem werd ingesproken door Huub Dikstaal en de Vlaamse stem door Jan De Smet.
Lijst van Donkey Kong-spellen